# Lijst van geregistreerde aanduidingen voor de Eerste Kamerverkiezingen
Hieronder staat een lijst van geregistreerde aanduidingen voor de Eerste Kamerverkiezingen in Nederland.
Het stelsel dateert van 1989 (het jaar van inwerkingtreding van de Kieswet). Het register voor de  verkiezingen voor de Eerste Kamer is in 2001 in de Kieswet opgenomen. De aanduidingen worden met een oplopend nummer door de Kiesraad in een register ingeschreven; zij worden vervolgens gepubliceerd in de Staatscourant.
Een organisatie die een aanduiding heeft laten registreren in het Register voor de verkiezingen voor de Tweede Kamer, is tevens gerechtigd met deze aanduiding zonder nadere registratie deel te nemen aan verkiezingen voor de Eerste Kamer.
Kleurcodering
-  is in de zittingsperiode 2019-2023 vertegenwoordigd in de Eerste Kamer;
-  is in het verleden vertegenwoordigd geweest in de Eerste Kamer;
-  heeft deelgenomen aan verkiezingen voor de Eerste Kamer zonder een zetel te behalen;
-  heeft niet deelgenomen aan verkiezingen voor de Eerste Kamer;[a]
-  is ingeschreven ná de laatst gehouden verkiezingen voor de Eerste Kamer.

| Registratie- nummer | Huidige of laatste aanduiding            | Vorige aanduiding(en)                                                          | Ingeschreven     | Geschrapt   |
| ------------------- | ---------------------------------------- | ------------------------------------------------------------------------------ | ---------------- | ----------- |
| 1                   | Onafhankelijke Politiek Nederland (OPNL) | ONAFHANKELIJKE SENAATSFRACTIE Onafhankelijke Senaatsfractie (tot 8 maart 2021) | 19 februari 2003 |             |
| 2                   | Lokaal Brabant                           |                                                                                | 9 maart 2015     | 8 juni 2015 |
| 3                   | VRIJ MANDAAT                             |                                                                                | 9 maart 2015     | 8 juni 2015 |
| 4                   | PSP'92                                   |                                                                                | 11 maart 2015    | 8 juni 2015 |